# Sikenička
Sikenička (in ungherese Kisgyarmat) è un comune della Slovacchia facente parte del distretto di Nové Zámky, nella regione di Nitra.